# Trängfartyg

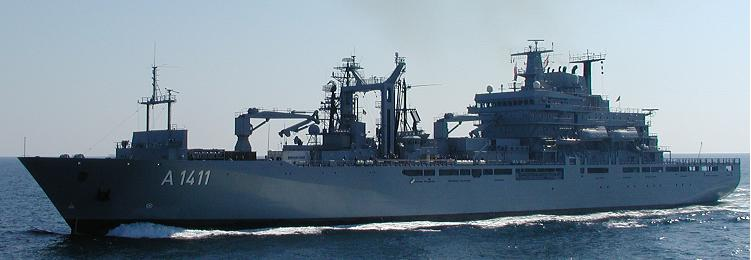
Tyska trängfartyget Berlin (A1411).

Trängfartyg är en typ av örlogsfartyg. Fartygen är avsedda för marin underhållstjänst, till exempel förrådsfartyg, tankfartyg, bogserbåt, ubåtsbärgningsfartyg och logementsfartyg.